# 世界の先住民の国際デー
世界の先住民の国際デー（せかいのせんじゅうみんのこくさいデー、英語: International Day of the World's Indigenous Peoples）とは、先住民の権利の保護と推進を目的として、毎年8月9日に実施されている国際デーである。1994年12月23日の国際連合総会決議で制定された。8月9日という日付は、1982年に国際連合（以下国連）の補助機関である先住民作業部会（WGIP）が初めて開催された日である。

## 歴史
国連と先住民問題との関わりは、1957年に国連の専門機関である国際労働機関によって採択された「土民及び種族民条約」（第107号）にさかのぼる。しかしこの条約は同化政策的だとの批判があった。
1971年、国連人権委員会は国連として初めての先住民に関する調査を開始した。1981年、特別報告官ホセ・マルチネス・コーボは「先住民族に対する差別問題に関する調査報告書」を提出した。コーボはこの報告書の中で「先住民は消滅しつつあるという説が繰り返し出されているが、実際には反対で、調査したどの国でも増加している」と述べている。
1982年、人権の促進と保護に関する小委員会の補助機関として先住民族作業部会（WGIP）が設置された。これは先住民の権利に関する世界初の国際機関であり、先住民の人権と基本的自由の促進・保護状況を確認し、先住民の権利に関する国際基準の進展へ注意を払うことが任務とされた。同年8月9日から13日にかけてWGIPの初会合がジュネーヴで開かれた。
1992年、環境と開発に関する国際連合会議（地球サミット）が開催された。172ヵ国が代表団を派遣したほか、民間環境保護団体や多くの先住民関係機関が参加した。この地球サミットで採択されたアジェンダ21では「先住民及びその社会の役割の認識及び強化」に1章が割かれている。
1993年、国連総会決議（A/RES/47/75）により、国家と先住民族、国際社会と先住民族の間の新しい関係、すなわち相互尊重と理解に基づく新しいパートナーシップを奨励する目的で「世界の先住民族の国際年」を宣言した。
1993年12月、国連総会決議（A/RES/48/163）により、世界の先住民族の権利を促進し保護するための国連のコミットメントを強化するための「世界の先住民の国際の10年」と、先住民のための国際デーを設けることが定められた。
1994年12月23日の国連総会決議（A/RES/49/214）において、「世界の先住民の国際の10年」の開始が宣言されるとともに、毎年8月9日を「世界の先住民の国際デー」とすることが定められた。この日付はWGIPの初会合が開かれた日である。

## テーマ
年ごとに異なるテーマを定め、さまざまな民族的バックボーンの人々を招いてパネルディスカッションやイベントを開催している。
- 2005年：先住民の大義は私たちにある
- 2006年：先住民：人権、尊厳、アイデンティティーのある発展
- 2007年：先住民の言語を保存することが急務
- 2008年：国家と先住民との和解
- 2009年：先住民とHIV/AIDS
- 2010年：先住民映画制作を祝う
- 2011年：先住民のデザイン：物語と文化を祝い、自分たちの未来を創る
- 2012年：先住民メディア、先住民の声に力を与える
- 2013年：同盟を築く先住民：条約、協定、その他の建設的な取り決めの尊重
- 2014年：ギャップを埋める：先住民の権利の実施
- 2015年：ポスト2015年アジェンダ：先住民の健康と福祉を確保する
- 2016年：先住民の教育への権利
- 2017年：先住民の権利に関する国連宣言の採択10周年
- 2018年：先住民の移住と移動
- 2019年：先住民の言語 (国際先住民族言語年に因む)
- 2020年：COVID-19と先住民族の苦難からの回復力
- 2021年：誰も置き去りにしない：先住民と新たな社会契約の呼びかけ
- 2022年：伝統的知識の保存と伝達における先住民女性の役割
- 2023年：民族自決のための変化の担い手としての先住民の若者
- 2024年: 未接触にある先住民の保護と始めての接触